# Les Deux Sœurs (Picasso)
Pour les articles homonymes, voir Les Deux Sœurs.
Les Deux Sœurs ou L'entrevue est une peinture à l'huile sur toile transférée sur panneau (152 × 100 cm) réalisée en 1902 par le peintre espagnol Pablo Picasso et appartenant aux œuvres de la période bleue.
Elle est conservée au Musée de l'Ermitage à Saint-Pétersbourg.

## Historique
Cette toile a été réalisée pendant l'été 1902 à Barcelone, à la suite d'études à la prison pour femmes de Saint-Lazare pendant son séjour à Paris. Il existe de nombreux dessins préparatoires qui ont précédé l'exécution de ce tableau.

## Description
Le tableau représente deux femmes, une prostituée et sa mère, selon les intentions de l'artiste. Le titre provient d'une erreur commise par son ami Sabartès, qui a transcrit sœur au lieu de mère.
Le personnage de droite tient un enfant : ce détail rappelle la Visitation, notamment celle du Greco.
Certains critiques, comme le rapporte Richardson, interprètent l'œuvre comme une allégorie de l'Amour sacré et de l'Amour profane.
Le tableau a une grande intensité émotionnelle, transmettant la tristesse de ses protagonistes.